# Caradrina draudti
Caradrina draudti là một loài bướm đêm trong họ Noctuidae.